# 施雷克湖
47°26′13″N 10°27′58″E / 47.437°N 10.466°E

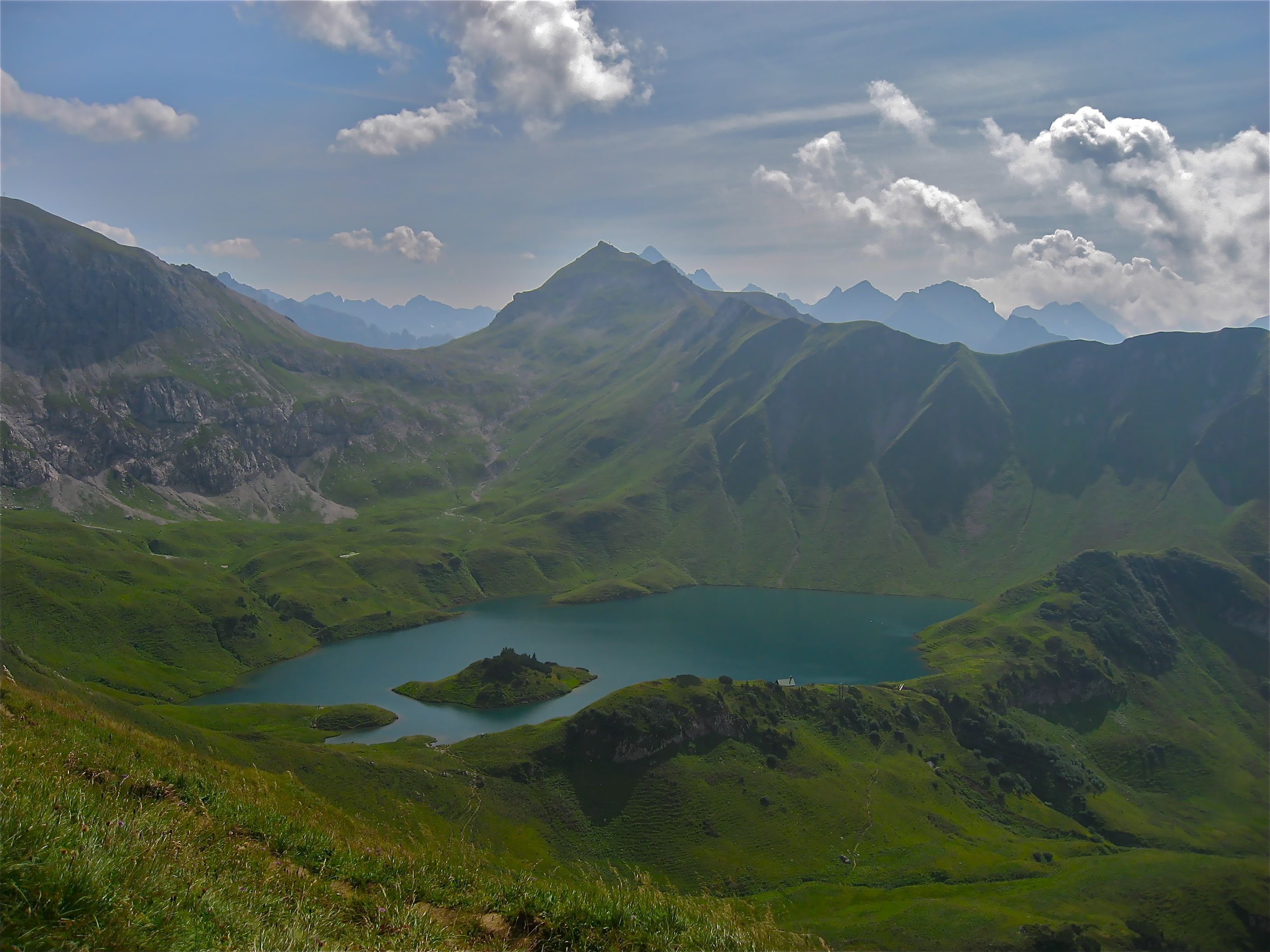

施雷克湖（德語：Schrecksee），是德國的湖泊，位於該國東南部，由巴伐利亞州負責管轄，處於阿爾高阿爾卑斯山脈，長0.4公里、寬0.3公里，面積0.1平方公里，海拔高度1,813米。